# Aviatik (Berg) D.I
Aviatik D.I là một loại máy bay tiêm kích hai tầng cánh. Nó còn được gọi tên là Berg D.I hay Máy bay tiêm kích Berg do được thiết kế bởi Dipl. Ing. Julius von Berg.

## Quốc gia sử dụng
Austria-Hungary
- Hải quân Áo-Hung

 România
- Không quân Hoàng gia Romania - Sau chiến tranh.

 Kingdom of Yugoslavia
- Không quân Hoàng gia Nam Tư - Sau chiến tranh.

## Tính năng kỹ chiến thuật (D.I)
Dữ liệu lấy từ Holmes, 2005. p 22.
Đặc điểm tổng quát
- Kíp lái: 1
- Chiều dài: 6,86 m (22 ft 6 in)
- Sải cánh: 8 m (26 ft 3 in)
- Chiều cao: 2,48 m (8 ft 2 in)
- Diện tích cánh: 21,80 m² ()
- Trọng lượng rỗng: 610 kg (1.345 lb)
- Trọng lượng có tải: 852 kg (1.878 lb)
- Động cơ: 1 × Austro-Daimler, 200 hp (147 kW)

 Hiệu suất bay 
- Vận tốc cực đại: 185 km/h trên mực nước biển (115 mph)
- Tầm bay: 2,5 giờ ()
- Trần bay: 6.150 m (20.177 ft)

Trang bị vũ khí

- 2 × súng máy Schwarzlose 8 mm